# Глотово (Коми)
Гло́тово — село в Удорском районе Республики Коми. Центр сельского поселения Глотово. Местное название — Слобода (коми Слöбöда).

## География
Глотово расположено на правом берегу реки Мезень. Севернее села расположена деревня Верхний Выльыб.

## История
Глотово — одно из старейших селений коми, впервые упоминается в 1585 или 1586 году как «Погост Глотова слободка на реке Мезени».
В 1837 году Глотово стало центром второго полицейского стана Яренского уезда Вологодской губернии, в состав которого вошли Вашка, Мезень и Вымь. Станом руководил становой пристав.

## Этимология названия
Наименование Глотово, вероятнее всего, образовано присоединением суффикса к древнерусскому личному имени Глот (обжора, жадина).

## Инфраструктура
- Почтовое отделение
- Глотовская школа
- Детский сад
- Отдельный пост республиканской противопожарной службы